# Dane Massey
Dane Massey (Dublín, 17 de abril de 1988) es un futbolista irlandés que juega de defensa en el Dundalk F. C. de la Premier Division de Irlanda.

## Clubes
| Club           | País    | Año       |
| -------------- | ------- | --------- |
| Bray Wanderers | Irlanda | 2008-2012 |
| Dundalk F. C.  | Irlanda | 2013-Act. |

## Palmarés

### Títulos nacionales
| Título                     | Club          | País    | Año  |
| -------------------------- | ------------- | ------- | ---- |
| Premier Division           | Dundalk F. C. | Irlanda | 2014 |
| Copa de la Liga de Irlanda | Dundalk F. C. | Irlanda | 2014 |
| Premier Division           | Dundalk F. C. | Irlanda | 2015 |
| Copa de Irlanda            | Dundalk F. C. | Irlanda | 2015 |
| Supercopa de Irlanda       | Dundalk F. C. | Irlanda | 2015 |
| Premier Division           | Dundalk F. C. | Irlanda | 2016 |
| Copa de la Liga de Irlanda | Dundalk F. C. | Irlanda | 2017 |
| Premier Division           | Dundalk F. C. | Irlanda | 2018 |
| Copa de Irlanda            | Dundalk F. C. | Irlanda | 2018 |
| Premier Division           | Dundalk F. C. | Irlanda | 2019 |
| Copa de la Liga de Irlanda | Dundalk F. C. | Irlanda | 2019 |
| Supercopa de Irlanda       | Dundalk F. C. | Irlanda | 2019 |

### Distinciones individuales
| Distinción                            | Año  |
| ------------------------------------- | ---- |
| Equipo del año de la Premier Division | 2015 |